# Felipe Gómez de Valencia

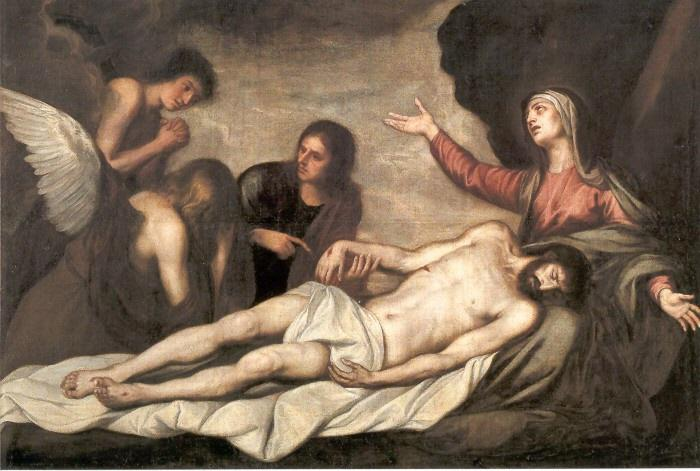
Lamentación sobre Cristo muerto, óleo sobre lienzo (180 x 275 cm.), Museo de Bellas Artes de Granada, copia, a través de la estampa, de una obra de Anton van Dyck.

Felipe Gómez de Valencia (Granada, 1634-1679) fue un pintor barroco español, activo en Granada y miembro caracterizado de la escuela creada en aquella ciudad en torno a la obra y el magisterio de Alonso Cano.

## Biografía
Según Ceán Bermúdez, Gómez de Valencia, discípulo de Miguel Jerónimo de Cieza, imitó a Cano en el color y en la habilidad para el dibujo, conservándose, en efecto, una buena cantidad de sus dibujos, trazados con pluma enérgica y expresiva que parece recordar también, según Pérez Sánchez, los de Francisco de Herrera el Viejo.
Cabeza de una saga de pintores, a la que pertenecen sus hijos Francisco, nacido en 1657, y Miguel, 1663, su producción, al parecer abundante, debió de tener como principales destinatarios clientes particulares, según Ceán, quien anotaba, en cambio, como únicas obras públicas en su tiempo (1800) algunos cuadros no especificados en el convento de San Antón, una Lamentación sobre el cuerpo de Cristo muerto de la parroquia de San Gil y un cuadro de la entrega de la ciudad de Sevilla a Fernando III conservado en los carmelitas descalzos, obra seleccionada por Frédéric Quilliet para el Museo Josefino creado por Real Orden en 1809.
Obra característica de su hacer es la mencionada Lamentación sobre el cuerpo de Cristo muerto del convento de San Gil que, tras su demolición en 1869, pasó al Museo de Bellas Artes de Granada, copia casi literal y con colores canescos de un grabado de Schelte à Bolswert sobre una pintura de Anton van Dyck conservada actualmente en el Museo de Bellas Artes de Amberes y que había sido imitada ya por Alonso Cano en su Lamentación del Museo Cerralbo. Otra versión anterior del mismo asunto, fechada en 1668, y del propio Gómez de Valencia, se conserva en la parroquia de San José de Granada, en la que fue enterrado en 1679, aunque autores como Ceán retrasan el año de su muerte a 1694.